# Chouette fasciée
Strix albitarsis
Espèce
Statut de conservation UICN

 LC  : Préoccupation mineure
Statut CITES
La Chouette fasciée (Strix albitarsis) est une espèce de rapace nocturne appartenant à la famille des Strigidae.

## Répartition

## Sous-espèces
D'après la classification de référence du Congrès ornithologique international (version 14.1, 2024), la Chouette fasciée possède 3 sous-espèces (ordre phylogénique) :
- Strix albitarsis albitarsis (Bonaparte, 1850) ;
- Strix albitarsis opaca (Peters, JL, 1943) ;
- Strix albitarsis tertia (Todd, 1947).

## Annexe